# Salix pormensis
Salix pormensis är en videväxtart som beskrevs av T.E. Díaz Gonzalez och F. Llamas. Salix pormensis ingår i släktet viden, och familjen videväxter. Inga underarter finns listade i Catalogue of Life.